# Pedro Ponces de Baião
Pedro Ponces de Baião (c.1210 – 28 de setembro de 1283) foi um rico-homem do Reino de Portugal tendo o seu período de vida, de aproximadamente 70 anos, abrangido os reinados de D. Sancho I de Portugal, D. Afonso II de Portugal e dos irmãos D. Sancho II de Portugal e D. Afonso III de Portugal, ainda sobrevivendo a este último. A sua vida abarcou portanto o período conflituoso de Sancho II, e o confronto que levaria à ascensão de Afonso III.

## Primeiros anos
Pedro era filho de Ponço Afonso de Baião e Mor Martins de Riba de Vizela, aquele, filho de Afonso Ermiges de Baião e Teresa Pires I de Bragança, e aquela, filha de Martim Fernandes de Riba de Vizela e Estevainha Soares da Silva. Pertencia assim a uma das mais antigas e importantes linhagens portuguesasː a linhagem de Baião, tendo nascido por volta de 1210. Foi o único varão dos seus pais, sendo, por entre a descendência de Ponço Afonso, o que mais bens possui. Partilha a posse de vários bens com as suas irmãs,  Estevainha Ponces, Sancha Ponces, e Maria Ponces, e também com os primos, Afonso Lopes, Diogo Lopes, Fernão Lopes, e Sancha Lopes.

## Ascensão na corte portuguesa

### Perda do legado paterno
A grande influência e poder que o seu pai tinha logrado, talvez por meios menos lícitos, durante os reinados de Afonso II e Sancho II, conseguindo reunir várias tenências (com especial destaque para Beira, Bragança, Baião e Penaguião) não foram herdadas pelos filhos, salvando-se no entanto os cargos que Ponço deteve em Seia e Vouga, que esses sim seriam herdados por Pedro Ponces. 

### Cargos tenenciais e presenças na corte
Pedro surge relativamente tarde na cúria régia portuguesaː em 1253 governava já Afonso III de Portugal, e contaria por essa altura já com mais de quarenta anos de idade, recebendo os governos da Guarda, e no ano seguinte, Beira e Pinhel, constituindo, na verdade, a Beira como uma recuperação de um cargo que fora detido anteriormente pelo pai.
O monarca conceder-lhe-ia, a 19 de agosto de 1254, a portagem e o montádigo destes dois últimos concelhos. Abandona-as contudo no ano seguinte, desaparecendo, num primeiro momento, da docuementação curial a partir de maio de 1255. 
A sua presença na corte na verdade revelar-se-ia bastante intermitenteːPedro surgiria de novo na corte entre agosto e setembro de 1256,  entre março e setembro de 1258, e de outubro de 1263 a meados de 1264. A sua confirmação do foral de Silves, como governador de Vouga, em agosto de 1266 demonstra uma nova presença, desta vez mais sólida, dado que passaria lá os quatro ano seguintes.
Em 1274, assistiu às cortes de Santarém e presenciou a receção do monarca de Portugal ao legado papal  Frei Nicolau, portador do interdito que seria aplicado até aos primeiros anos de Dinis I de Portugal no trono. 
Surge de novo em 1276, e em 1279 deveria estar igualmente presente, dado que nesse ano recebeu a tenência que manteve até à morte, Cinfães.

## Casamento e atividade fundiária
Sabe-se que já estava casado com Sancha Rodrigues de Briteiros, filha de Rui Gomes de Briteiros (a quem Afonso III dera o "pendão e caldeira" de rico-homem) e Elvira Anes da Maia, quando esta fez as partilhas dos bens dos pais com os irmãos, pelo que terá desposado a rica-dona com certeza em 1258 ou antes. Do casamento, apesar de frutífero a nível de bens, não o foi em termos de descendênciaː sem herdeiros, Pedro declarou a sua mulher como principal herdeira dos seus bens, mas a mesma desfez-se deles em 1290, doando tudo ao Mosteiro de Salzedas.
Do seu serviço pessoal apenas se conhece um cavaleiro, Estêvão Mendes, a quem Pedro doou a “villa” de Cochete que havia usurpado.

## Morte e posteridade
Pedro e a sua esposa tinham capela no Mosteiro de Salzedas, sendo um dos seus maiores benfeitores. Pedro dispôs-se a ser ali sepultado, e assim o foi, após a sua morte, fixada a 28 de setembro de 1283 pelo cenóbio.